# Borsa termica
Una borsa termica o borsa frigo è un contenitore isolato che si utilizza per mantenere bibite o prodotti freschi messi a temperatura ambiente.

## Descrizione generale
Si può definire questa borsa come: contenitore termico per alimenti oppure contenitore isotermico, dall’inglese ribattezzato anche come lunch box termico, mentre sono di estrazione decisamente più popolare denominazioni come borsa frigo, zaino termico o ghiacciaia.

## Utilizzo
L’isolamento di questa borsa garantisce il mantenimento della temperatura sia calda che fredda durante il trasporto del suo contenuto. Per garantire la sicurezza, la temperatura di molti alimenti deve essere mantenuta costante, e quando gli alimenti sensibili o deperibili vengono spostati da un luogo all’altro, diventa una fonte temporanea di controllo della sua temperatura.

## Interno
L’interno di una borsa termica contiene principalmente materiale isolante, spesso sotto forma di imbottitura in materiale metallico. Per gli alimenti e altri oggetti che devono essere mantenuti al caldo, il materiale metallico aiuta a trasferire il calore fuoriuscito alla fonte originaria. L’imbottitura stessa contengono anche il calore all’interno della borsa finché rimane chiusa e sigillata. 
Questo isolamento termico è una soluzione per mantenere il controllo della temperatura e non deve essere sostituito con soluzioni a lungo termine, come un frigorifero. Inoltre deve essere dotato di contenitori ermetici, preferibilmente di plastica, affinché non fuoriescano odori di cibo o simili.

### Mantenimento del calore
Oltre a mantenere il calore all'interno, l’isolamento termico può anche mantenere gli oggetti freddi. 
Gli alimenti deperibili e congelati, potrebbero dover essere mantenuti a determinate temperature durante il trasporto. Gli impacchi di ghiaccio invece possono essere inseriti in borse termiche per aiutare a completare l’isolamento. 
Ad esempio un container isotermico è una buona soluzione per piccole spedizioni di vaccini o prodotti alimentari che devono percorrere solo brevi distanze da un luogo all'altro.

### Varie tipologie
Un altro tipo di borsa termica è disponibile per uso personale; alcuni dei sacchetti o delle borse per il pranzo disponibili per l’acquisto da parte dei consumatori utilizzano l’isolamento termico. Questo può tornare utile per le persone che vogliono portare i propri pranzi nei luoghi di lavoro, ma non hanno accesso a un frigorifero.

## Aspetto e capacità

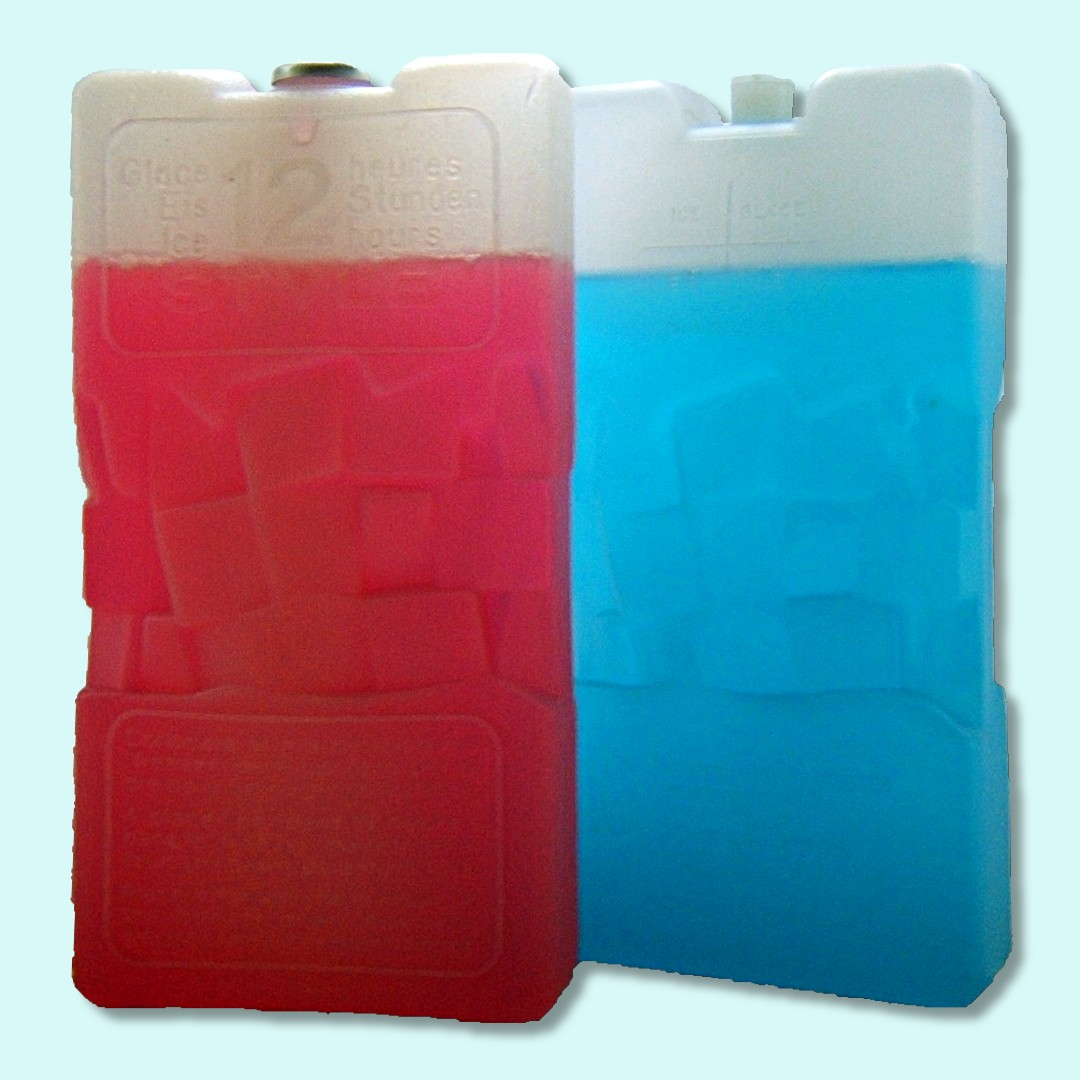
Esempio di siberino

Un altro aspetto che ci fa capire come la borsa termica, per certi aspetti, sia un oggetto “high-tech”, realizzata con le tecnologie di ultima generazione, è l’analisi di materiali. È in realtà un tessuto misto di nylon, oxford e neoprene, che non solo è idrorepellente, ma assicura anche una grande durata nel lungo periodo. All'interno della borsa frigo alcune volte il rivestimento è in fogli di alluminio, ancora oggi uno dei materiali migliori per garantire l’isolamento termico, senza contare che è semplice da pulire e a prova di perdite. Il materiale di alluminio e tessuto esterno, tuttavia, non basterebbero per mantenere la temperatura di cibi e bevande per un tempo accettabile: il “quid” nelle borse termiche è nell’imbottitura, che nella quasi totalità dei prodotti è in schiuma EPE un polietilene espanso e sarà importante inserire alcune piastre eutettiche, note come “siberini”.

## Tipologie di borse termiche
Possono esistere diversi tipi di borse termiche e la scelta di acquisto di una di queste tipologie varia in base alle proprie necessità. Tra questi ci sono:
- Borse termiche a zaino: questo tipo di borsa termica si contraddistingue per la comodità di utilizzo, e viene utilizzata per gite ed escursioni in cui si ha la necessità di trasportare alimenti e cibi senza però rinunciare alla portabilità e la comodità nel compiere un movimento;
- Borse termiche a marsupio: utilizzata nelle passeggiate, per trasportare bevande e bibite. Essendo più piccola e leggera di quella a zaino, ha meno capacità e per questo solitamente l’intera capienza viene occupata con bevande;
- Borse termiche per contenitori: tra le diverse tipologie è quella più capiente ed ingombrante. Viene utilizzata per trasportare cibi e alimenti all’interno di contenitori e recipienti. Questa tipologia di borsa assicura un’alta efficienza e assicura una buona conservazione degli alimenti.